# Nancy Andrews
Nancy Andrews (Minneapolis, 16 dicembre 1920 – New York, 29 luglio 1989) è stata un'attrice statunitense, attiva in campo teatrale, televisivo e cinematografico.

## Biografia
Artista versatile, Nancy Andews entrò nel mondo dello spettacolo come pianista e cabarettistra, prima di dedicarsi alla recitazione nel 1938 in una produzione de Le allegre comari di Windsor. Durante la seconda guerra mondiale si esibì per le truppe con la United Service Organizations e nel 1949 fece il suo debutto a Broadway con il musical Touch and Go, per cui vinse il Theatre World Award. Successivamente andò in tournée in Europa con il suo one-woman show, per poi tornare a Broadway con Plain and Fancy e Pipe Dream nel 1955. Attiva anche in campo cinematografico e televisivo, è ricordata per le sue interpretazioni nei film Summer Wishes, Winter Dreams e Bronx 41º distretto di polizia.
Morì al St John's Hospital all'età di sessantotto anni in seguito a un attacco di cuore.

## Filmografia parziale

### Cinema
- Piccioni (The Sidelong Glances of a Pigeon Kicker), regia di John Dexter (1970)
- Summer Wishes, Winter Dreams, regia di Gilbert Cates (1973)
- Un uomo da buttare (W.W. and the Dixie Dancekings), regia di John G. Avildsen (1975)
- Bronx 41º distretto di polizia (Fort Apache, The Bronx), regia di Daniel Petrie (1981)

### Televisione
- Kraft Television Theatre - serie TV, 1 episodio (1954)
- Hawk l'indiano - serie TV, 1 episodio (1966)
- Pistols 'n' Petticoats - serie TV, 1 episodio (1966)
- Vita da strega - serie TV, 1 episodio (1967)
- Tre cuori in affitto - serie TV, 1 episodio (1981)